# Víctor Manuel III d'Itàlia
Víctor Manuel III d'Itàlia (Nàpols, 11 de novembre de 1869 - Alexandria, 28 de desembre de 1947) fou un aristòcrata italià, que va esdevenir el tercer rei d'Itàlia, el nou estat nascut arran de la unificació del segle xix. Durant el seu regnat, visqué la Primera Guerra Mundial, el naixement i l'ocàs del feixisme italià i la Segona Guerra Mundial. Així mateix, també fou emperador d'Etiòpia entre 1936 i 1941 i rei d'Albània entre 1939 i 1943.

## Orígens familiars
Va néixer l'11 de novembre de 1869 a la ciutat de Nàpols sent l'únic fill del rei Humbert I d'Itàlia i de la princesa Margarida de Savoia-Gènova. Era net per línia paterna del rei Víctor Manuel II d'Itàlia i de l'arxiduquessa Adelaida d'Àustria i, per línia materna, del duc Ferran de Savoia-Gènova i de la princesa Elisabet de Saxònia.

## Núpcies i descendents
L'any 1896, arran de la coronació del tsar Nicolau II de Rússia, va conèixer la princesa Helena de Montenegro amb qui es casarà. Abans d'aquesta trobada s'intentà el seu casament amb la princesa Maud del Regne Unit que no fructificà a causa de la diferència religiosa entre la parella i a la negativa de la cort de Londres de permetre la conversió religiosa de la filla del príncep de Gal·les, el futur Eduard VII del Regne Unit.
Es casà el 24 d'octubre de 1896 a la ciutat de Roma amb Helena de Montenegro, filla del rei Nicolau I de Montenegro i de la Milena Vukotic. La parella va tenir cinc fills:
- Iolanda d'Itàlia nascuda a Roma el 1901 i morta el 1986. Es casà amb Giorgio Carlo Calvi, comte de Bergolo.
- Mafalda d'Itàlia nascuda el 1902 a Roma i morta al camp de concentració de Buchenwald, a Turíngia, el 1944. Es casà amb el príncep-landgrave Felip de Hesse-Kassel el 1925 al Palau de Racconigi, al nord d'Itàlia.
- Humbert II d'Itàlia nat el 1904 a Roma i mort el 1983 a Ginebra. Es casà en la princesa Maria Josep de Bèlgica el 1930 a Roma. Més tard se separaren.
- Joana d'Itàlia nascuda el 1907 a Roma i morta el 2000 a Madrid. Es casà amb el tsar Boris III de Bulgària, mort el 1943.
- Maria d'Itàlia nascuda el 1914 a Roma i morta el 2001. Es casà amb el príncep Lluís de Borbó-Parma el 1939 a Roma.

## Regnat

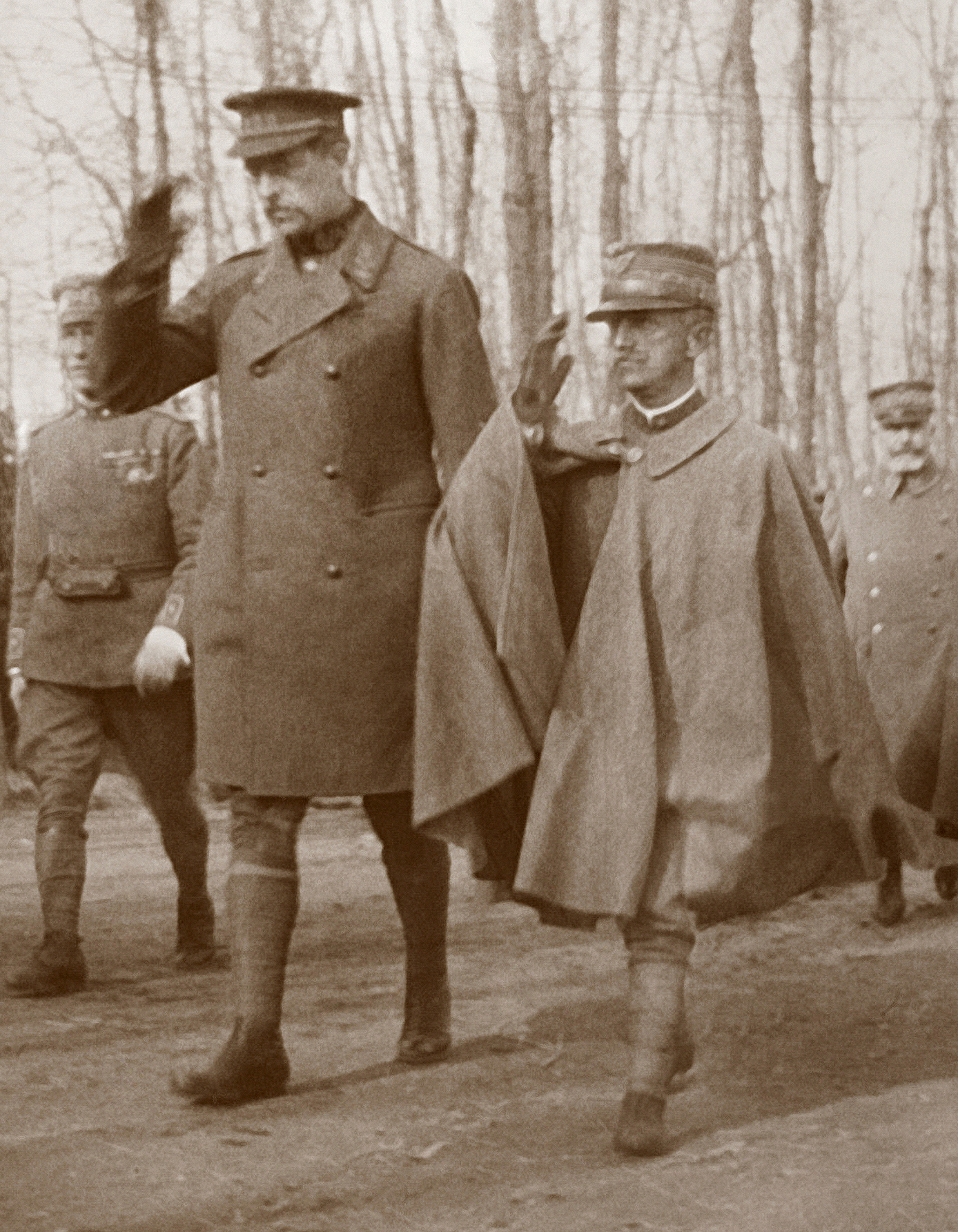
Albert I de Bèlgica i Víctor Manuel III d'Itàlia.

### Ascens al tron
El 29 de juliol de 1900, a l'edat de trenta anys, ascendí al tron d'Itàlia arran de l'assassinat del seu pare a la ciutat de Monza. En les primeres dècades del seu regnat el país prosperà gràcies a les polítiques liberals del polític Giovanni Giolitti. A l'exterior, el regnat de Víctor Manuel suposà la gran expansió colonial italiana a la zona de Líbia, que incloïa la Cirenaica i la Tripolitana.
La Triple Aliança firmada pel seu pare començà a ser un instrument poc útil pel govern italià arran de la voluntat irredemptista de la ciutadania. L'irredemptisme polític, que va tenir el màxim auge els anys previs a la Primera Guerra Mundial, era un moviment polític que considerava que el procés unitari italià s'havia tancat en fals i que encara hi havia molts territoris que calia incorporar a Itàlia per aconseguir la unificació definitiva: Còrsega, Niça i Savoia, pertanyents a França, i el Tirol del Sud, Trieste, l'Ístria i la Dalmàcia, pertanyents a l'imperi Austrohongarès.

### Primera Guerra Mundial
L'any 1915 Víctor Manuel decidí que Itàlia entrés a la Primera Guerra Mundial, fet qur li valgué un important prestigi militar i d'estadista. La intervenció italiana es feu al costat de la Triple Entesa, és a dir, al costat de França i el Regne Unit i en contra dels anomenats Imperis Centrals: Àustria i Alemanya. La firma del Tractat de Versalles l'any 1919 permeté a Itàlia ocupar els territoris austríacs del Tirol del Sud, Trieste i Ístria, però no veié complertes les seves expectatives sobre la Dalmàcia.
La fi de la guerra obrí un tens període de crisis socials. D'una banda, malgrat la victòria a la Gran Guerra, les derrotes sofertes al front l'any 1917, especialment la cruenta batalla de Caporetto, l'exèrcot italià havia quedat molt debilitat i els austríacs haurien pogut ocupar el país a no ser per la manca d'efectius militars, la qual cosa mostrà la debilitat de la monarquia italiana. El resultat fou una victòria mutilada que desprestigià els partits polítics tradicionals, tot donant aire als partits i moviments extraparlamentaris. D'altra banda, al país no s'hi havia portat a terme l'homogeneïtzació econòmica necessària i anunciada. El sud seguia mantenint les estructures postfeudals amb una economia centrada en grans latifundis i l'agricultura, mentre que el nord tenia una estructura industrial extremadament moderna.

### Ascens del feixisme

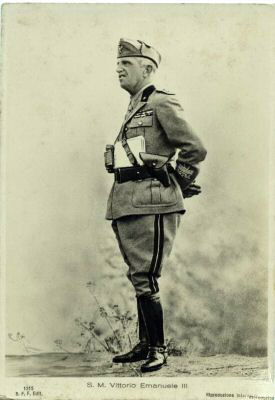
Imatge de Víctor Manuel III l'any 1936.

El pòsit de violència que deixà la Primera Guerra Mundial i la crisi social permeteren l'auge del feixisme liderat per Benito Mussolini, que aconseguí el poder davant la feblesa de Víctor Manuel, i la Marxa sobre Roma de 1922 fou possible per la negativa que l'exèrcit aturés els feixistes i Mussolini a les portes de Roma. Moltes han estat les respostes a la pregunta de per què Víctor Manuel no parà els feixistes. La resposta més versemblant és la de la por que sorgís un moviment monàrquic emparat pel seu cosí, Amadeu III d'Aosta.
Al llarg de la dictadura mussoliniana, Víctor Manuel anà sempre a remolc de les decisions preses pel dictador. Consentí la guerra d'Etiòpia i acceptà ser declarat emperador d'aquest país (títol escassament reconegut pel concert de països), va acceptar la constitució de l'Eix i la participació d'Itàlia a la Segona Guerra Mundial. Va tolerar la participació italiana a la Guerra civil espanyola al costat de Francisco Franco i l'ocupació d'Albània, país del qual s'autonomenà rei, així com l'intent frustrat d'ocupar Grècia.
Durant el seu regnat se solucionaren els nombrosos problemes amb la Santa Seu a través dels Pactes del Laterà, firmats per Mussolini i el papa Pius XI, però també patí un atemptat el 12 d'abril de 1928 a Milà del qual sortí il·lès tot i les nombroses víctimes.

### Abdicació
El seu suport a Mussolini generà un gran desprestigi a la monarquia. Tot i així, l'any 1943 acceptà un cop d'estat que derrocà Mussolini i demanà un armistici als aliats. L'any 1943 també nomenà al seu fill com a lloctinent general del regne i el 9 de maig de 1946 abdicà definitivament al seu favor.
S'exilià a la ciutat egípcia d'Alexandria, des de la qual va veure caure la monarquia italiana i la proclamació de la República Italiana l'any 1946. Morí en aquesta ciutat el 28 de desembre de 1947, i hi va ser enterrat a la catedral de Santa Caterina.

## Honors
Gran Mestre i cavaller de l'orde suprem de la Santíssima Anunciació
 Gran Mestre de l'orde militar de Savoia
 Gran Mestre i cavaller de l'orde de Sant Maurici i Sant Llàtzer
 Gran Mestre de l'orde de la Corona d'Itàlia
 Gran Mestre de l'orde Civil de Savoia
 Gran Mestre de l'orde Colonial de l'Estrella d'Itàlia
 Gran Mestre de l'orde de la Besa
 Gran Mestre de l'orde de Skanderbeg
 Gran Mestre de l'orde Civil i Militar de l'Àliga Romana
 Medalla Mauriciana al Mèrit pels 50 anys de Carrera Militar
 Creu al Mèrit de Guerra
 Medalla commemorativa de la guerra 1915-1918 (4 anys de campanya)
 Medalla commemorativa de la Unitat d'Itàlia 1848-1918
 Medalla commemorativa italiana de la Victòria de 1918
 Creu de la Llibertat pel Servei Civil de I Classe (Estònia)
 Cavaller de l'orde de Sant Pere de Cettigne (Montenegro)
 Gran Creu de Cavaller de l'orde de Lāčplēsis (Estònia)
 Gran Creu de Cavaller de l'orde del Crisantem (Japó)
 Cavaller de l'orde de l'Àliga Negra (Prússia)
 Cavaller de l'orde de la Lligacama (Regne Unit)
 Gran Creu de l'orde del Bany
 Cavaller de l'ode del Toisó d'Or (Espanya)
 Cavaller de l'orde de Sant Cirill i Sant Metodi (Bulgària)
 Gran Creu de l'orde de la Torre i l'Espasa (Portugal)
 Cavaller de l'orde de l'Àliga Blanca (Polònia)
 Gran Creu de l'orde Virtuti Militari (Polònia)
 Balí Gran Creu d'Honor i Devoció del Sobirà i Militar Orde Hospitalari de Malta, amb creu de professió i honor